# Вавозький район
Ваво́зький район (рос. Вавожский район, удм. Вавож ёрос) — муніципальний округ в складі Удмуртської Республіки Російської Федерації. Адміністративний центр — село Вавож.
Виходить місцева газета «Авангард».

## Історія
Вавозький район утворено 15 липня 1929 року із 20 сільрад Вавозької та Великоучинської волостей Можгинського повіту. 27 листопада 1956 року до складу району увійшла частина ліквідованого Великоучинського району. 1 лютого 1963 року район був ліквідований, територія розділена між Можгинським та Увинським районами. 12 січня 1965 року Вавозький район був відновлений.
2021 року Вавозький район перетворено в муніципальний округ зі старою назвою, при цьому були ліквідовані усі сільські поселення:
| Поселення                              | Площа, км² | Населення, осіб (2002) | Населення, осіб (2010) | Населення, осіб (2019) | Центр          | Населені пункти |
| -------------------------------------- | ---------- | ---------------------- | ---------------------- | ---------------------- | -------------- | --------------- |
| Бризгаловське сільське поселення       | 312,99     | 987                    | 699                    | 523                    | Бризгалово     | 10              |
| Вавозьке сільське поселення            | 123,04     | 6086                   | 6186                   | 5949                   | Вавож          | 5               |
| Великоволковське сільське поселення    | 80,60      | 1084                   | 1030                   | 922                    | Велике Волково | 4               |
| Водзімоньїнське сільське поселення     | 252,11     | 1514                   | 1518                   | 1554                   | Водзімоньє     | 8               |
| Воліпельгинське сільське поселення     | 333,32     | 1721                   | 1428                   | 1214                   | Воліпельга     | 12              |
| Гурезь-Пудгинське сільське поселення   | 240,95     | 1534                   | 1513                   | 1444                   | Гурезь-Пудга   | 13              |
| Зямбайгуртське сільське поселення      | 44,33      | 603                    | 622                    | 583                    | Зямбайгурт     | 2               |
| Какмозьке сільське поселення           | 189,52     | 1921                   | 1753                   | 1441                   | Какмож         | 6               |
| Нюрдор-Котьїнське сільське поселення   | 5,56       | 1149                   | 1052                   | 1015                   | Нюрдор-Котья   | 1               |
| Тиловил-Пельгинське сільське поселення | 96,57      | 724                    | 550                    | 451                    | Тиловил-Пельга | 8               |

## Населення
Населення округу становить 15096 осіб (2019, 16351 у 2010, 17323 у 2002).
Національний склад населення станом на 2010 рік містить 28 народів, 151 особа не вказала свою національну приналежність:
- удмурти — 9200 осіб (56,27 %)
- росіяни — 6529 осіб (39,93 %)
- азербайджанці — 151 особа
- татари — 133 особи[6]
- марійці — 31 особа
- українці — 30 осіб
- вірмени — 23 особи
- білоруси — 18 осіб
- грузини — 11 осіб
- інші — 74 особи[7]

## Населені пункти
| №  | Населений пункт                    | Населення, осіб (2002) | Населення, осіб (2010) |
| -- | ---------------------------------- | ---------------------- | ---------------------- |
| 1  | Барміно                            | 5                      | 0                      |
| 2  | Берлуд                             | 23                     | 6                      |
| 3  | Берьозек                           | 198                    | 208                    |
| 4  | Бризгалово                         | 381                    | 313                    |
| 5  | Вавож (село)                       | 5631                   | 5816                   |
| 6  | Вавож (селище)                     | 58                     | 37                     |
| 7  | Валадор                            | 65                     | 60                     |
| 8  | Васькино                           | 2                      | 4                      |
| 9  | Велика Док'я                       | 22                     | 14                     |
| 10 | Велика Можга                       | 202                    | 169                    |
| 11 | Велике Волково                     | 461                    | 523                    |
| 12 | Вішур                              | 35                     | 6                      |
| 13 | Водзімоньє                         | 673                    | 668                    |
| 14 | Воліпельга                         | 962                    | 844                    |
| 15 | Гуляєво                            | 0                      | 92                     |
| 16 | Гуляєвська желєзнодорожна площадка | 5                      | 2                      |
| -  | Гуляєвське лісничество             | 52                     | -                      |
| -  | Гуляєвський дом отдиха             | 68                     | -                      |
| 17 | Гурезь-Пудга                       | 500                    | 525                    |
| 18 | Дубровка                           | 119                    | 101                    |
| 19 | Жуйо-Можга                         | 179                    | 164                    |
| 20 | Зелена Роща                        | 16                     | 0                      |
| 21 | Зетловай                           | 25                     | 16                     |
| 22 | Зоря                               | 18                     | 2                      |
| 23 | Зяглуд-Какся                       | 321                    | 316                    |
| 24 | Зядлуд                             | 165                    | 153                    |
| 25 | Зямбайгурт                         | 553                    | 587                    |
| 26 | Іваново-Вознесенськ                | 161                    | 119                    |
| 27 | Інга                               | 92                     | 41                     |
| 28 | Какмож                             | 1519                   | 1480                   |
| 29 | Какмож-Ітчі                        | 67                     | 51                     |
| 30 | Каменний Ключ                      | 109                    | 129                    |
| 31 | Карсо                              | 33                     | 29                     |
| 32 | Касіхіно                           | 12                     | 8                      |
| 33 | Квачі                              | 8                      | 6                      |
| 34 | Квашур                             | 44                     | 10                     |
| 35 | Колногорово                        | 2                      | 0                      |
| 36 | Коса Можга                         | 67                     | 28                     |
| 37 | Котья                              | 96                     | 81                     |
| 38 | Кочежгурт                          | 6                      | 0                      |
| 39 | Листем                             | 222                    | 166                    |
| 40 | Макарово                           | 330                    | 285                    |
| 41 | Малий Зяглуд                       | 65                     | 58                     |
| 42 | Малиновка                          | 21                     | 19                     |
| 43 | Мокрецово                          | 2                      | 3                      |
| 44 | Монья                              | 227                    | 225                    |
| 45 | Нардомас                           | 10                     | 17                     |
| 46 | Нижній Юсь                         | 4                      | 2                      |
| 47 | Нова Бія                           | 553                    | 598                    |
| 48 | Нове Водзімоньє                    | 14                     | 9                      |
| 49 | Нові Каксі                         | 99                     | 49                     |
| 50 | Новотроїцький                      | 62                     | 39                     |
| 51 | Нюрдор-Котья                       | 1149                   | 1052                   |
| 52 | Нюрпод                             | 17                     | 1                      |
| 53 | Ожгі                               | 254                    | 194                    |
| 54 | Октябрський                        | 17                     | 13                     |
| 55 | Пужмоїл                            | 33                     | 23                     |
| 56 | Руська Ізопельга                   | 16                     | 2                      |
| -  | Середнє Волково                    | 61                     | -                      |
| 57 | Сер'я                              | -                      | 6                      |
| 58 | Слудка                             | 43                     | 35                     |
| 59 | Стара Бія                          | 50                     | 35                     |
| 60 | Старе Жуйо                         | 67                     | 52                     |
| 61 | Тиловил-Пельга                     | 270                    | 231                    |
| 62 | Тушмо                              | 34                     | 33                     |
| 63 | Уйо-Док'я                          | 234                    | 220                    |
| 64 | Холодний Ключ                      | 4                      | 1                      |
| 65 | Чемошур-Док'я                      | 34                     | 14                     |
| 66 | Четкер                             | 34                     | 18                     |
| 67 | Чудзялуд                           | 82                     | 86                     |
| 68 | Южно-Какможський                   | 172                    | 76                     |
| 69 | Яголуд                             | 188                    | 181                    |

## Охорона природи
Пам'ятки природи:
- урочища — Яголудське (північна околиця присілка Яголуд), Уйо-Док'я (біля присілка Уйо-Док'я, на березі річки Вала), Нюрдор-Котьїнські кедри (між селами Какмож та Нюрдор-Котья), Нижній Юсь (південно-західна околиця присілка Нижній Юсь, складається з двох масивів), Корабельна роща (у межиріччі Килт-Тушма, між селом Воліпельга та присілком Зядлуд)
- болота — Гучинське торф'яне (село Вавож), Силкінське торф'яне (північна околиця села Вавож, колишній присілок Силкіно), Жуйо-Петровське торф'яне (присілок Жуйо-Можга), Журавлине (присілок Нижній Юсь)
- лісові масиви — Сосновий бір (на захід від присілка Мокрецово, біля кордону з Кіровською областю)